# Rasmee Wayrana
Rasmee Wayrana (en thaï : รัสมี เวระนะ), surnommée Paeng (ชื่อเล่น:แป้ง), née le 18 août 1983 dans la province d'Ubon Ratchathani, est une chanteuse de mor lam, et de luk thung et une actrice thaïlandaise.
Elle chante en khmer-surin, en lao de l'Isan et en thaï, et un petit peu en anglais.

## Biographie

### Enfance et adolescence
À cinq ans, en 1988, Rasmee Wayrana accompagne son père, le chanteur du groupe Jariang Band dans les fêtes de village. Comme elle ne connaît alors pas bien le khmer, elle chante du luk thung en thaï. En effet, son père lui chante régulièrement quand elle est enfant des chansons de luk thung de Pumpuang Duangjan, Sayan Sanya et Seree Rugsawang.
À treize ans, en 1996, Wayrana devient une chanteuse professionnelle. Elle chante dans le groupe de son père et dans les restaurants de Ubon Ratchathani les chansons alors très populaires de Jintara Poonlarp, de Siriporn Ampaipong, ainsi que de la pop rock de Palmy, Labanoon et Bodyslam. Elle commence alors sa carrière où elle doit lutter contre de nombreux types de discrimination et de préjugés comme : avoir une peau foncée, c'est l'inscription dans sa peau de sa pauvreté intellectuelle et matérielle ; à trente ans, elle est trop vieille pour sortir son premier album de musique ; la musique d'Isan, c'est barbare et rural,  ou encore chanter en lao, c'est un échec assuré. Elle se souvient : « Lorsque j'avais 14 ou 15 ans, je voulais être chanteuse. Je me suis rendue à de nombreuses compétitions de chant, mais je ne gagnais jamais. On me disait que j'avais une jolie voix, mais que ma peau était trop foncée, que j'étais trop petite, que je n'étais pas assez jolie. À l'époque, j'encaissais tout sans mot dire, je croyais qu'ils avaient raison. Je n'avais aucune confiance en moi. »
Elle découvre un jour Chiang Mai et tombe sous le charme de cette ville. Elle décide d'arrêter quelques années sa carrière de musicienne pour étudier les beaux-arts et la peinture à l'université de technologie Rajamangala. Elle découvre alors des affinités entre sa musique et celle de Nina Simone, Ella Fitzgerald, Fela Kuti et Noora Noor.

### Carrière musicale
Ses amis de l'université lui conseillent de continuer la musique. Rasmee Wayrana chante le soir dans les hôtels de Chiang Mai pour financer ses études,. Elle fréquente aussi régulièrement The North Gate Jazz Club où elle rencontre les musiciens de Bamako Express.[réf. nécessaire]
En 2015, Wayrana sort son premier album Isan Soul E.P composé de sept chansons. Elle y mélange du molam putai (originaire du Nord et d'Isan) et molam toey (inspiré par Pornsak Songsaeng) avec de la musique expérimentale. Elle déclare : « Les chansons d'Isan, surtout le style luk thung, l'équivalent thaïlandais de la country, portent toujours sur l'expérience douloureuse (lambak) du voyage à Bangkok pour y aller gagner de quoi subvenir aux besoins de la famille restée en province. Partir à Bangkok, être dans le lambak. Moi, je veux donner du courage aux gens, c'est le sens de ma chanson intitulée Maya, il faut s'aimer d'abord, il faut se battre, tout dépend de soi. Bien sûr, j'écoute du luk thung et cette musique me touche, mais je voulais faire quelque chose de différent, de novateur, qui donne du baume au cœur. »
En 2016, elle devient célèbre à Bangkok où puis sa renommée s'étend à toute la Thaïlande. L'année suivante, elle sort son deuxième album Arom (อารมณ์) et chante dans deux chansons de Tropical Suite du groupe Poni Hoax. Elle joue du molam klon nang bak teu, issu du théâtre d'ombres thaïlandais,et du molam ploen.
En 2018, elle joue son premier rôle au cinéma dans le film Manta Ray (กระเบนราหู) où elle est l'actrice principale. Le réalisateur du film Phuttiphong Aroonpheng veut, pour interpréter le rôle de Saijai, quelqu'un qui sache réellement chanter
En 2019, elle sort son troisième album Roots.
En février 2021, elle décide de quitter Chiang Mai où elle a vécu 19 ans pour fuir la pollution et la qualité de l'air de plus en plus mauvaise. Elle déménage à Chumphon pour offrir à son fils un air sain.

## Discographie
- 2017 : Emotions (อารมณ์)[16]

## Filmographie
- 2018 : Manta Ray